# Девід Гарві
Девід Гарві (англ. David Harvey; нар. 31 жовтня 1935) — англо-американський географ, один із засновників т. зв. «радикальної географії», теоретик і популяризатор марксизму.
У 1995 році став лауреатом премії Вотрена Люда, яку називають «Нобелівською премією з географії».
У 2007 році The Times Higher Education Guide включив його у список з 18 найцитованих інтелектуалів всіх часів у галузі гуманітарних і суспільних наук.
У 2009 році був найбільш цитованим географом у світі.

## Біографія
Народився в Гіллінхемі (Кент, Англія). Починав як історико-географ (робота про виробництво хмелю в Англії у XIX столітті), під впливом віянь часу захопився математичними методами в географії і став автором однієї з найбільш відомих книг школи просторового аналізу «Пояснення в географії» (Explanation in Geography, 1969), в якій викладено методологічні та філософські положення англо-американської школи просторового аналізу. В роботі критикується поняття абсолютного простору в географії, яке розглядається як продукт кантіанської теорії синтетичного апріорного знання.
З початку 1970-х різко змінив напрям діяльності, подібно Вільяму Бунге почав вивчати проблеми соціальної справедливості. На відміну від Бунге, Гарві є марксистом і тому робить акцент на економічній складовій нерівності.
У 1969 перебрався до США й оселився в Балтиморі, поєднуючи вивчення міських гетто з викладанням у місцевому університеті. Надалі Гарві неодноразово міняв місце проживання і викладання:
- Ph.D. St Johns College, Кембридж, 1961
- Post-doc, Університет Уппсали, Швеція 1960—1961
- Лектор, Географія, Бристольський університет, Велика Британія (1961—1969)
- професор-ад'юнкт, з 1973 — професор, факультет географії та землеустрою, Університет Джона Гопкінса, Балтимор, США (1969—1987 і 1993—2001)
- Професор географії, Оксфордський університет (1987—1993)
- Distinguished Professor, факультет антропології, Університет Нью-Йорка (2001-н.ч.)

### Основні праці
- Соціальна справедливість і місто («Social Justice and the City», 1973) — про міські ґетто
- Межі капіталу («Limits to Capital», 1982) — географічний аналіз капіталізму з марксистських позицій
- Умови постмодернізму («The Condition of Postmodernity», 1989) — бестселер, присвячений критиці ідей постмодернізму
- Справедливість, природа і географія відмінностей («Justice, Nature and the Geography of Difference», 1996) — про соціальну й екологічну справедливість
- Простори надії («Spaces of Hope», 2000) — соціалістична утопія
- Новий імперіалізм («New Imperialism», 2003) — критика воєнної операції США в Іраку
- Коротка історія неолібералізму («A Brief History of Neoliberalism», 2005) — критичний аналіз розвитку неоліберальних ідей з середини 1970-х
- Простори глобального капіталізму: на шляху до теорії нерівномірного географічного розвитку («Spaces of Global Capitalism: Towards a Theory of Uneven Geographical Development», 2006)
- Космополітизм і географії свободи («Cosmopolitanism and the Geographies of Freedom», 2009)
- Social Justice and the City: Revised Edition (2009)
- A Companion to Marx's Capital (2010)
- The Enigma of Capital and the Crises of Capitalism (2010 Profile Books)
- Rebel Cities: From the Right to the City to the Urban Revolution (2012)
- A Companion to Marx's Capital, Volume 2 (2013)
- Seventeen Contradictions and the End of Capitalism (2014)
- The Ways of the World (2016)
- Marx, Capital and the Madness of Economic Reason (2017)

### Переклади українською
Інтерв'ю
- Пояснюючи кризу [Архівовано 12 квітня 2015 у Wayback Machine.] // Спільне. — 6.10.2010
- «Підйом марксизму: чи може він перемогти капіталізм?» [Архівовано 17 квітня 2021 у Wayback Machine.] //  Спільне. — 2.03.2018

Статті
- Право на місто [Архівовано 13 жовтня 2016 у Wayback Machine.] // Спільне. — 22.08.2011
- Творення міського спільного [Архівовано 1 березня 2021 у Wayback Machine.] //  Спільне. — 5.11.2012

Книжки
- Бунтівні міста. Від права на місто до міської революції. — К.: Медуза, 2021.
  - Олексій Вєдров. Місто, криза і соціологія (рецензія на «Бунтівні міста») [Архівовано 21 квітня 2021 у Wayback Machine.] // Спільне. — 8.08.2012.